# Обличчя

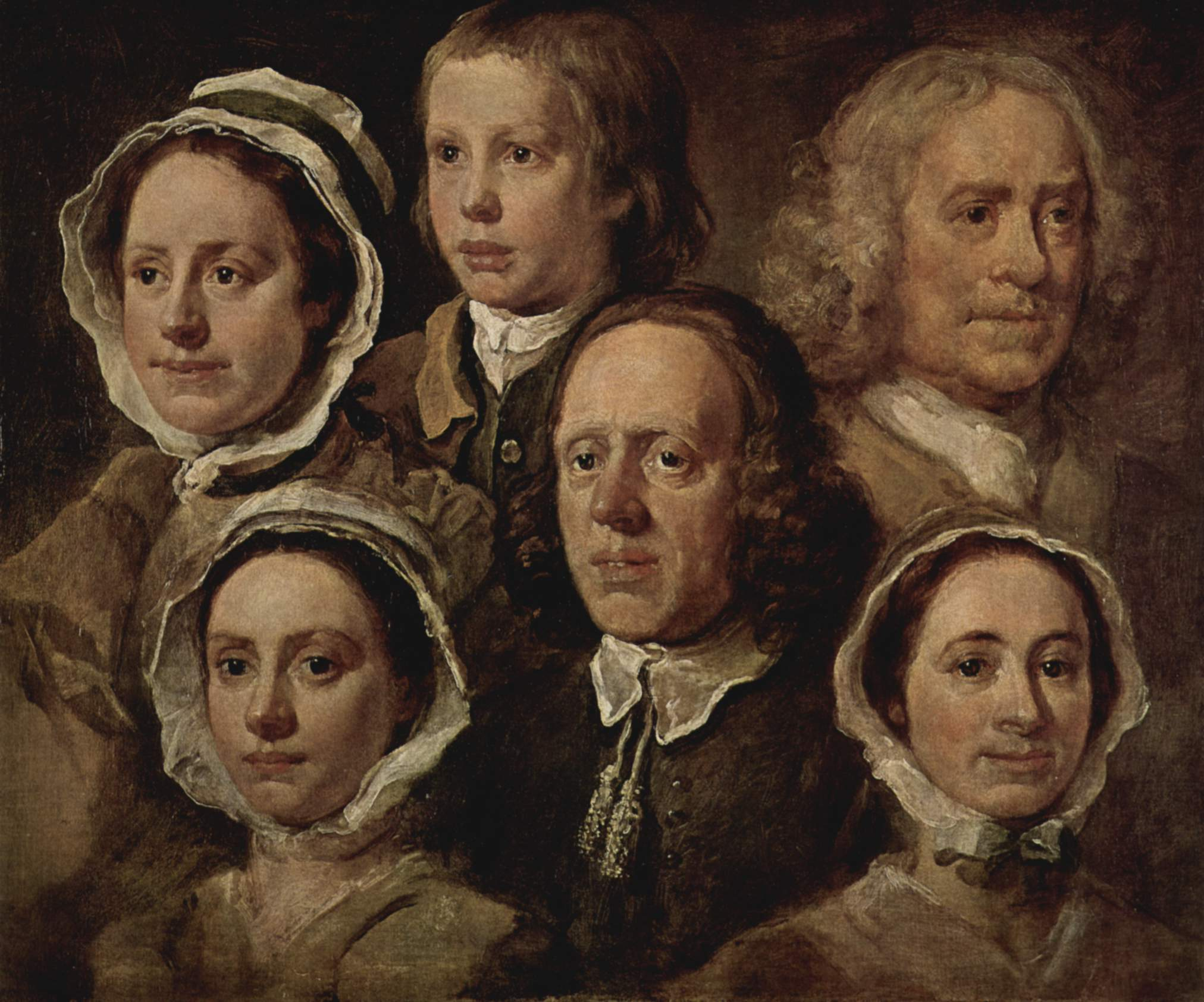
Вільям Гоґарт. Прислуга художника

Обли́ччя, лице́, вид, заст. твар —  частина голови, обмежена чолом, вухами, щоками і підборіддям. На ній розташовані: чоло, брови, перенісся, очі, ніс, щоки, губи і підборіддя. Обличчя дуже чітко виражає людські почуття,  зокрема емоції, такі як біль, радість, розчарування, втома, спокій, злість тощо. Обличчя є особистісною частиною тіла людини, за якою її зазвичай ідентифікують.

## Риси обличчя

### Волосся на обличчі
На обличчі людини виокремлюють декілька самостійних зон росту волосся. Це — брови, вуса, борода.